# Laiphognathus
Laiphognathus es un género de peces de la familia de los blénidos en el orden de los Perciformes.

## Especies
Existen las siguientes especies en este género:
- Laiphognathus longispinis (Murase, 2007)
- Laiphognathus multimaculatus (Smith, 1955)